# Józef Poniatowski
Józef Poniatowski (teljes nevén Józef Antoni Poniatowski; (Bécs. 1762. május 7. – 1813. október 19.) lengyel herceg, francia marsall, a Poniatowski-házbeli Andrzej Poniatowski lengyel herceg fia, II. Szaniszló Ágost lengyel király unokaöccse.

## Életpályája
Poniatowski Bécsben született a Kinsky palotában, a Schottenkirchében keresztelték meg. Édesapja az utolsó lengyel király testvére, Andrzej Poniatowski volt, édesanyja Theresia von Kinsky, Mária Terézia császárné udvarhölgye, cseh-osztrák arisztokrata családból származott. 10 éves korában édesapja meghalt, ettől kezdve Stanisław August Poniatowski, a nagybátyja nevelte, aki az osztrák haderőben tábornagyként (Feldmarschall) szolgált. Gyermekkorában Pepi hercegként becézték, megtanult franciául, németül is.
Osztrák katonai szolgálatba lépett. Előbb hadnagyi rangot szerzett 1780-ban, majd 1787-ben II. József császár szárnysegéde lett. Részt vett a török elleni háborúban, Szabács várának ostrománál súlyosan megsebesült, egy fiatal tiszttársa, Karl Philipp zu Schwarzenberg mentette meg életét. Ekkor még nem sejthették, hogy a sors fintoraként ők ketten később számos csatában ellenfélként találkoznak majd...
1789-ben a nemzetgyűlés felszólítására visszatért Lengyelországba. 1792-ben a lengyel hadsereg főparancsnoka volt. 1794-ben Tadeusz Kościuszko fővezérlete alatt harcolt, és Varsót védte a poroszok ellen. Lengyelország bukása és felosztása után Bécsbe ment.
1807-ben a Napóleon által létrehozott Varsói Hercegség hadügyminisztere lett. 1809-ben mint a lengyel hadak fővezére harcolt az osztrákok ellen. 1812-ben a lengyel hadtest fővezére volt Napóleon oroszországi hadjáratában.
A lipcsei csatában 1813 október 16-án a francia jobbszárny élén olyan vitézül küzdött az osztrákok ellen, hogy Napóleon őt a csatatéren marsallá nevezte ki. A francia hadsereg veresége után október 19-én menekülés közben az Weiße Elster folyóba fulladt. Holttestét 1816-ban Krakkóban a királyi sírboltban temették el.

## Emlékezete
- Varsóban 1914-ben épült egy acélhíd, amely 1917-től, az ország függetlenné válása óta a Poniatowski híd nevet viseli.

## Kapcsolódó szócikk
- Napóleoni háborúk